# Gran Sinagoga de Alepo
La Gran Sinagoga de Alepo (en hebreo בית הכנסת המרכזי של חאלב), también conocida como la Sinagoga Central de Alepo, fue el mayor centro de culto de la comunidad judía en Siria (data del siglo V d. C.) y una de las mayores sinagogas de todo Oriente Medio. Es también el lugar donde se encontraba el Códice de Alepo durante más de 500 años. La sinagoga aún permanece.
Las partes más antiguas que se conservan de la sinagoga datan del período bizantino, quizá del siglo IX. Dañada durante el saqueo mongol de Alepo de 1400, la construcción sufrió grandes cambios en 1405-1418